# Falkenberg (Rottal-Inn)
Falkenberg è un comune tedesco di 3 915 abitanti, situato nel land della Baviera.